# Dorsa Geikie
I Dorsa Geikie sono un sistema di creste lunari intitolato al geologo scozzese Sir Archibald Geikie nel 1976. Si trova nel Mare Fecunditatis e ha una lunghezza di circa 228 km.